# Curviramea mexicana
Curviramea mexicana là một loài Rêu trong họ Hookeriaceae. Loài này được (Thér.) H.A. Crum mô tả khoa học đầu tiên năm 1984.